# Японская ковровая акула
Японская ковровая акула, или японская бородатая акула, или японская ковровка (лат. Orectolobus japonicus) — вид рода ковровых акул одноимённого семейства отряда воббегонгообразных. Они встречаются в западной части Тихого океана. Максимальная зарегистрированная длина 107 см. У них приплюснутые и широкие голова и тело. Голова обрамлена характерной бахромой, образованной кожными лоскутами.

## Таксономия
Впервые вид был научно описан в 1906 году. Синтипы представляют собой двух самок длиной 78 см и 100 см. Вид назван по ареалу.

## Ареал
Японские бородатые акулы обитают в западной части Тихого океана у побережья Японии, Кореи, Китая и Вьетнама. Данные о присутствии этих акул в водах Филиппин ошибочны и относятся к другому, ещё не описанному виду ковровых акул. Японские бородатые акулы встречаются в умеренных и тропических водах на скалистых и коралловых рифах глубиной до 200 м.

## Описание
У японских бородатых акул приплюснутые и широкие голова и тело. Окраска очень пёстрая, светло-коричневое тело покрыто тёмными седловидными отметинами с неровными краями, испещренными белыми точками. Ноздри обрамлены разветвлёнными усиками. Под глазами с каждой стороны расположена кожаная бахрома, состоящая из пяти лопастей. Бахрома позади брызгалец широкая и разветвлённая. Дермальные бугорки и выступы на спине отсутствуют. Рот расположен перед глазами. Основание первого спинного плавника начинается на уровне середины оснований брюшных плавников.

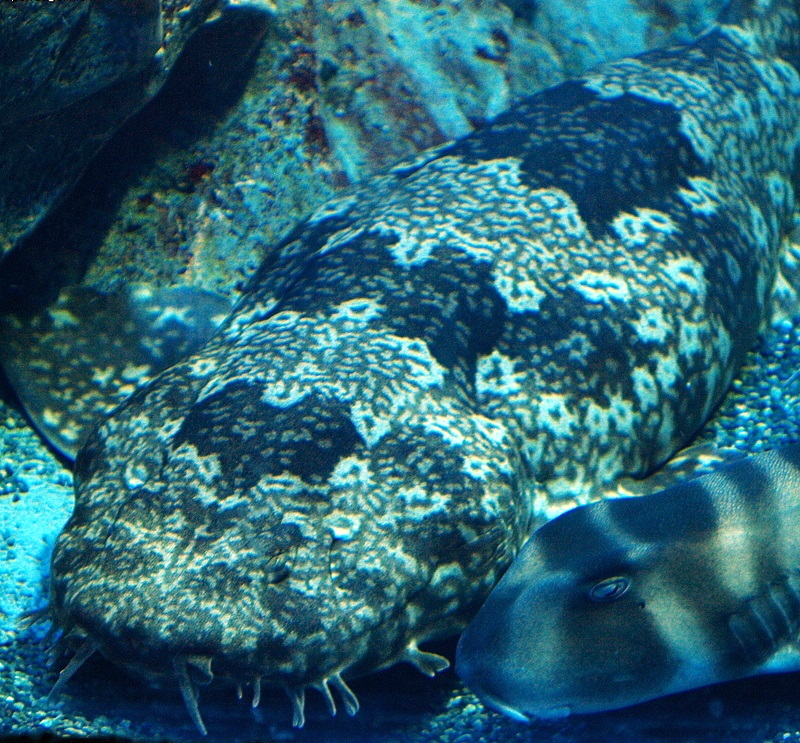

## Биология
Японские бородатые акулы ведут ночной образ жизни. Они размножаются яйцеживорождением, в помёте 20—23 новорождённых. Они способны размножаться в неволе. В аквариуме Окинавы, Япония, наблюдали за спариванием этих акул. Затем с марта по май последовали роды. В процессе спаривания самец хватал самку в области жабр, а затем спаривался с ней. Беременность продолжается около года. Рацион состоит из донных костистых рыб, таких как ящероголовые, рыбы-сабли, обыкновенная ставрида, барабули, груперы, малакантовые, морские петухи, мерлуза, рыба-попугай, спаровые, горбылёвые, скаты, акульи яйца, головоногие и креветки. Максимальная зарегистрированная длина — 107 см. Самцы и самки достигают половой зрелости при длине 103 см и 101—107 см соответственно.

## Взаимодействие с человеком
Вид представляет незначительный интерес для коммерческого рыбного промысла. Мясо используют в пищу. Эти акулы привлекают любителей экотуризма. Их содержат в аквариумах в Японии и США. Данных для оценки Международным союзом охраны природы статуса вида является вызывающие наименьшие опасения.